# Wuling Binguo
Wuling Binguo (кит. 五菱缤果) — субкомпактный электромобиль, выпускающийся с 2023 года подразделением SAIC-GM-Wuling (SGMW).

## Описание
Wuling Binguo был создан для внутреннего рынка Китая. Он выполнен в стиле ретро и имеет закруглённый кузов с овальными фарами и задними фонарями. Всего было представлено 4 цвета, три из которых с контрастно окрашенной крышей: белый и чёрный, зелёный и чёрный или розово-белый, а также полностью чёрный.
Салон имеет аналогичный округло-овальный дизайн. Приборная панель оснащена двумя дисплеями, которые функционируют соответственно как часы, и центральным сенсорным экраном мультимедийной системы.

## Технические характеристики
Wuling Binguo оснащён электродвигателями мощностью 30—50 кВт (40—67 л. с.). Максимальная скорость составляет 100 км/ч. Ёмкость аккумуляторов варьируется от 17,3 до 31,9 кВт⋅ч, а запас хода — от 203 до 333 км.
В сентябре 2023 года была представлена версия Wuling Binguo с запасом хода 410 км и аккумулятором ёмкостью 37,9 кВт⋅ч.

## Продажи
| Год  | Китай   | Индонезия |
| ---- | ------- | --------- |
| 2023 | 167,764 | 1,393     |

## Галерея
- Вид сзади
- Интерьер